# Агранулоцитоз
Агранулоцито́з — захворювання, різновид алейкії, в основі якого лежить ізольоване порушення гранулоцитопоезу, що призводить до зниження або відсутності гранулоцитів (зернистих лейкоцитів) у периферійній крові. Також є іноді клінічним синдромом.

## Етіологія
Залежно від причини, агранулоцитоз може бути променевий, токсичний, аутоімунний, алергічний (гаптеновий). У випадках, коли причину встановити не вдається, такий агранулоцитоз називається ідіопатичним.
- Променевий агранулоцитоз є одним з проявів променевої хвороби.
- Токсичний агранулоцитоз спричинюють хімічні речовини з прямою мієлотоксичною дією. До таких речовин відносяться усі протипухлинні препарати (ATC код L01), імуносупресанти (мікофенолату мофетил) та деякі інші.
- Аутоімунний агранулоцитоз може виникнути при захворюваннях, що супроводжуються аутоімунними розладами, при системних захворюваннях сполучної тканини (системний червоний вовчак).
- Алергічний (гаптеновий) агранулоцитоз має інший механізм утворення антитіл проти власних клітин крові та кісткового мозку. Гаптен (низькомолекулярна речовина, що сама по собі не володіє імуногенністю) в живому організмі з'єднується з великомолекулярними речовинами (які є нормальними, природними та неімуногенними для організму). Внаслідок такої реакції утворюється складніша речовина — антиген з імуногенними властивостями, яка спричинює вироблення на неї антитіл та сенсибілізацію організму. Перше введення в організм гаптена не супроводжується зовнішніми проявами, але при повторному введенні через деякий час (зазвичай для формування сенсибілізації потрібно 2-3 тижні) відбувається реакція антиген-антитіло з пошкодженням клітин-мішеней. Гаптенами є велика кількість речовин (зокрема й медикаментів), саме тому описаний ефект «тисячної таблетки»: тривалий прийом лікарського засобу спочатку може не супроводжуватися змінами, але може бути достатньо прийняти єдину таблетку препарату для запуску алергічної реакції з важким ураженням кровотворення. Ефект тисячної таблетки відомий для метамізолу натрію (анальгін).

Медикаментозні засоби, що володіють гематотоксичним ефектом або мають властивості гаптенів:
- антибіотики: хлорамфенікол, ніфуроксазид, нітрофурантоїн, пефлоксацин, рифампіцин, рифапентин;
- антитиреоїдні препарати: мерказоліл;
- іммуносупресанти: мікофенолату мофетил;
- кардіологічні препарати: пропафенон;
- уроантисептики: нітрофурани;
- нестероїдні протизапальні препарати — піразолони: метамізол натрію, фенілбутазон;
- нестероїдні протизапальні препарати інші — ацетилсаліцилова кислота, ацетилсаліцилат лізин, саліцилат натрію, дифлунісал, саліциламід, холіну саліцилат, німесулід;
- памідронат;
- антипротозойні препарати: піриметамін;
- препарати групи імідазолу: метронідазол;
- противірусні препарати: валацикловір, ганцикловір, рибавірин, індинавір, нелфінавір, саквінавір, зидовудин, ламівудин, невірапін, ставудин, пегінтерферон альфа-2B;
- протигрибкові препарати: Амфотерицин В, гризеофульвін;
- протидіабетичні препарати: Глібенкламід, гліквідон, гліклазид, глімепірид, гліпізид;
- усі протипухлинні препарати;
- протисудомні препарати: габапентин, окскарбазепін;
- психостимулюючі та ноотропні препарати: галантамін;
- сульфаніламіди: сульфадимідин, сульфаніламід, сульфатіазол, сульфаетидол, сульфадиметоксин, сульфален, сульфален меглюмін, сульфаметоксипіридазин, сульфамонометоксин, сульфаметрол, сульфаметоксазол, ко-тримоксазол;
- фенотіазини: алімемазин, левомепромазин, прометазин, хлорпромазин, прохлорперазин, тіопроперазин, трифлуоперазин, флуфеназин, метеразин, метофеназат, періциазин, піпотиазин, тіоридазин, етаперазин.

Список не вичерпний і містить лише міжнародні непатентовані назви препаратів.

## Патогенез
За патогенезом розрізняють дві основні форми агранулоцитозу:
- мієлотоксичний
- імунний

### Мієлотоксичний агранулоцитоз
Виникає при безпосередній дії на кістковий мозок різних мієлотоксичних факторів: іонізуючих випромінюваннях, цитостатиків, антибіотиків та деяких інших лікарських засобів (амідопирин, бутадіон, сульфаніламідні препарати тощо), різних отрут, інфекційних агентів тощо.

### Автоімунний агранулоцитоз
Зумовлений руйнуванням гранулоцитів у кістковому мозку та периферійній крові під впливом антилейкоцитарних антитіл, що утворюються найчастіше при повторній дії ліків — гаптенів (бутадіон, амідопирин, анальгін та ін.), а також при захворюваннях сполучної тканини.

## Клінічні ознаки
В основі клінічних проявів агранулоцитозу лежить зниження опору організму до інфекції. При цьому у хворих з клінічними проявами іншого захворювання, з приводу якого призначені ліки, гостро розвиваються загальна слабкість, нездужання, озноб, гарячка. Характерна поява ознак тонзиліту, виразково-некротичного ураження слизової оболонки рота, гортані зі збільшенням лімфатичних вузлів. Стан хворого може швидко погіршитися до адинамії, порушення свідомості.

## Діагностика
Діагностичне значення має дослідження крові. Виявляють відсутність зернистих лейкоцитів (нейтрофіли, еозинофіли, базофіли)

## Лікування
Госпіталізація, утримання хворого в асептичних умовах. Призначають стимулятори лейкопоезу — пентоксил, лейкоген, метилурацил. При аутоімунному агранулоцитозі застосовують преднізолон, дексаметазон до нормалізації числа гранулоцитів у крові з подальшою поступовою відміною гормонів. Курс лікування 2-3-4 тижні та більше у залежності від характеру перебігу захворювання. При тяжкому перебігу — переливання лейкоцитарної маси. З метою лікування вторинної інфекції застосовують антибіотики: аміногликозиди, цефалоспорини, напівсинтетичні пеніциліни широкого спектра дії. Санація ротової порожнини та горла.